# ملی درنالاگی
ملی درنالاگی (انگلیسی: Meli Derenalagi؛ زادهٔ ۲۶ نوامبر ۱۹۹۸) بازیکن راگبی ۷ نفره اهل فیجی است.
وی در مسابقات کشوری و بین‌المللی در مجموع برندهٔ ۱ مدال طلا شده‌است.